# Pray (chanson de Justin Bieber)
Cet article concerne la chanson de Justin Bieber. Pour la chanson de Tommy heavenly6, voir Pray.
Pour les articles homonymes, voir Pray (homonymie).
Singles par Justin Bieber
U Smile
(2010) Never Say Never
(2011)
Pistes de My Worlds: The Collection
Never Say Never Somebody to Love
Pray est une chanson du chanteur canadien Justin Bieber. La chanson a été écrite par Justin Bieber, Adam Messinger, Nasri Atweh, Omar Martinez et produit par The Messengers. Le single sort le 3 décembre 2010.

## Liste des pistes
Allemagne CD single
1. Pray
2. U Smile (Version acoustic)

## Classement par pays
| Classement (2010-2011)                            | Meilleure position |
| ------------------------------------------------- | ------------------ |
| Australie (ARIA)                                  | 94                 |
| Autriche (Ö3 Austria Top 40)                      | 63                 |
| Belgique (Flandre Ultratip 100)                   | 5                  |
| Belgique (Wallonie Ultratip 50)                   | 15                 |
| Allemagne (Media Control AG)                      | 51                 |
| Royaume-Uni Singles (The Official Charts Company) | 112                |
| États-Unis (Hot 100)                              | 61                 |